# Josip Čorak
Josip Čorak (n. 14 iunie 1943, Gospić, Lika-Senj, Croația – d. 28 noiembrie 2023) a fost un luptător ce a reprezentat Republica Socialistă Federativă Iugoslavia, medaliat olimpic. A participat la o ediție a Jocurilor Olimpice (1972) în care a câștigat o medalie de argint.